# Пульгынбёль (станция метро)
«Пульгынбёль» (кор. 붉은별역 — Красная Звезда) — станция Пхеньянского метрополитена. Расположена на линии Чхоллима за станцией «Чону» и является конечной.
Открыта 6 сентября 1973 года в составе пускового участка Пхеньянского метрополитена «Пульгынбёль» — «Понхва».